# Горшков, Александр Львович (хоккеист)
Александр Львович Горшков (10 января 1991, Сургут) — российский хоккеист, нападающий. Чемпион ВХЛ 2010/2011, в сезоне ВХЛ 2011/2012 забил наибольшее число победных голов −6.

## Статистика выступлений
Последнее обновление: 5 марта 2016 года
| Легенда | Легенда                    | Легенда | Легенда                   | Легенда | Легенда    |
| ------- | -------------------------- | ------- | ------------------------- | ------- | ---------- |
| И       | Количество проведённых игр | Штр     | Штрафное время            | +/−     | Плюс-минус |
| Г       | Голы                       | П       | Голевые передачи          | О       | Очки       |
| -       | Статистика неизвестна      | —       | Статистика не учитывалась |         |            |